# Rhinolophus malayanus
Rhinolophus malayanus е вид прилеп от семейство Подковоносови (Rhinolophidae). Видът не е застрашен от изчезване.

## Разпространение и местообитание
Разпространен е във Виетнам, Камбоджа, Лаос, Малайзия (Западна Малайзия), Мианмар и Тайланд.
Обитава гористи местности и пещери.

## Описание
Теглото им е около 6,7 g.
Популацията на вида е стабилна.